# Schönbuchtunnel
Der Schönbuchtunnel ist der 1978 in Betrieb genommene Tunnel der Bundesautobahn 81 zur Unterquerung des „Alten Rain“, einem westlichen Ausläufer des Schönbuchs. Der Tunnel liegt auf Markungen von Herrenberg und Nufringen und ist 626 Meter lang. Im April 2014 begann die zweijährige Tunnelsanierung, welche Ende Mai 2016 abgeschlossen wurde.